# Yves Durand (homme politique, 1946)
Pour les articles homonymes, voir Yves Durand et Durand.
Yves Durand, né le 6 juin 1946 à Ambrières-les-Vallées (Mayenne), est un enseignant et homme politique français.

## Biographie
Il est le fils de Clément Durand, secrétaire national du Syndicat national des instituteurs de 1948 à 1969.
Il étudie à la faculté des lettres de Paris avant de devenir professeur certifié d'histoire-géographie.
Il est élu pour la première fois député de la 11e circonscription du Nord aux élections législatives de 1988. Battu par Françoise Hostalier en 1993, il retrouve son siège de député aux élections législatives de 1997, provoquées par la dissolution de l'Assemblée nationale prononcée par Jacques Chirac.
Réélu député en 2002, en 2007 et en 2012, il fait partie du groupe socialiste à l'Assemblée nationale.
Il participe aux travaux du club Réformer, groupe de réflexion politique animé par Martine Aubry.
Au sein du Parti socialiste (PS), il est spécialiste des questions d’éducation.
Il ne se représente pas aux élections législatives de 2017 et annonce son ralliement à Emmanuel Macron lors de l'élection présidentielle française de 2017. Il soutient par ailleurs le candidat LREM Laurent Pietraszewski contre le candidat de son ancien parti, le PS, Roger Vicot.
Proche de la majorité présidentielle d'Emmanuel Macron, il est membre du comité exécutif et président du conseil national de Territoires de progrès, parti dont il participe à la fondation en 2020. Il le quitte deux ans plus tard, opposé à une fusion avec LREM.

## Mandats
- 21 mars 1982 - 3 octobre 1988 : conseiller général du Nord
- 6 mars 1983 - 12 mars 1989 : adjoint au maire de Lomme (Nord)
- 17 mars 1986 - 7 juin 1990 : conseiller régional du Nord-Pas-de-Calais
- 13 juin 1988 - 1er avril 1993 : député de la 11e circonscription du Nord
- 19 mars 1989 - 1er juin 1990 : adjoint au maire de Lomme
- 1er juin 1990 - 16 septembre 2012 : maire de Lomme[4].
- 12 juin 1997 - 20 juin 2017 : député de la 11e circonscription du Nord